# Rita Lydig

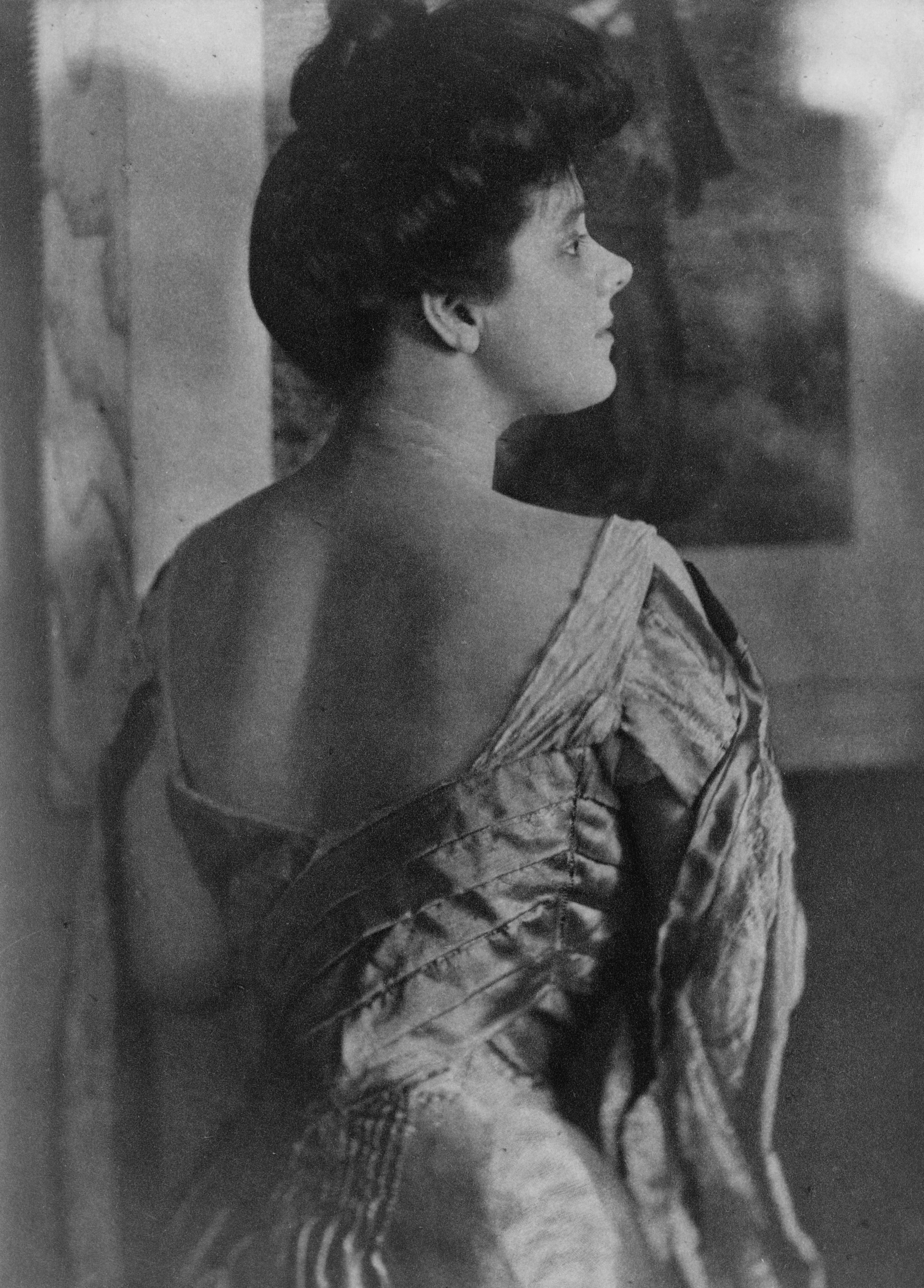
Rita de Acosta Lydig fotografiert von Gertrude Käsebier, 1905

Rita Hernandez de Alba de Acosta Stokes Lydig (* 1. Oktober 1875 in New York; † 19. Oktober 1929 in Manhattan, New York) war eine US-amerikanische High-Society-Lady und Autorin.

## Leben
Rita de Acosta war die älteste Tochter des wohlhabenden Geschäftsmannes und Schiffsmagnaten Ricardo de Acosta (1837–1907) und seiner spanischen Ehefrau Micaela Hernández de Alba y de Alba (1853–1921). Durch ihre Mutter stammte sie von den Herzögen von Alba ab, einem alten spanischen Adelsgeschlecht. Ihr Vater hatte kubanische Wurzeln.  Ihre jüngere Schwester Mercedes de Acosta war ebenfalls Autorin und bekannt für ihre lesbischen Affären. Eine andere Schwester war Aida de Acosta. 
Ihr erster Ehemann war der Millionär William Earle Dodge Stokes, mit dem sie einen Sohn hatte, den 1896 geborenen William Earle Dodge Stokes Jr. Nach der Scheidung 1902 verliebte sie sich in Phillip Mesier Lydig, den sie am 5. Februar 1902 heiratete.
Rita galt als eine außergewöhnliche Schönheit, war die Muse der Maler John Singer Sargent und Giovanni Boldini, die sie in Gemälden verewigten, und bekannt für ihren extravaganten Lebensstil. 1927 veröffentlichte sie bei dem Verlag Boni & Liveright den Roman Tragic Mansions über die großen Millionärsgeschlechter Amerikas.
| Personendaten    | Personendaten                                  |
| ---------------- | ---------------------------------------------- |
| NAME             | Lydig, Rita                                    |
| ALTERNATIVNAMEN  | Lydig, Rita Hernandez de Alba de Acosta        |
| KURZBESCHREIBUNG | US-amerikanische High Society-Lady und Autorin |
| GEBURTSDATUM     | 1. Oktober 1875                                |
| GEBURTSORT       | New York City                                  |
| STERBEDATUM      | 19. Oktober 1929                               |
| STERBEORT        | Manhattan, New York City                       |